# Unicodeblock Vereinheitlichte CJK-Ideogramme, Erweiterung A
Der Unicodeblock Vereinheitlichte CJK-Ideogramme, Erweiterung A (engl. CJK Unified Ideographs Extension A, U+3400 bis U+4DBF) enthält zusätzliche chinesische Schriftzeichen. Er wurde in Unicode-Version 3.0 hinzugefügt. Die Bezeichnungen „Ideographs“ im Original bzw. „Ideogramme“ in der Übersetzung sind irreführend, da die damit dargestellten Schriften strenggenommen keine Begriffsschriften (vgl. Ideographie) sind.

## Tabelle
Die Zeichen belegen in geschlossener Reihenfolge die Codepoints U+3400 bis U+4DBF. Alle Zeichen haben die allgemeine Kategorie „Anderer Buchstabe“ und die bidirektionale Klasse „Links nach rechts“. Benannt sind sie nach dem Schema „CJK UNIFIED IDEOGRAPH-XXXX“, wobei XXXX der hexadezimale Codepoint ist.
| Unicodenummer  | Zeichen (400 %) | Offizielle Bezeichnung     | Beschreibung       |
| -------------- | --------------- | -------------------------- | ------------------ |
| U+3400 (13312) | 㐀              | CJK UNIFIED IDEOGRAPH-3400 | CJK-Ideagraph 3400 |
| U+3401 (13313) | 㐁              | CJK UNIFIED IDEOGRAPH-3401 | CJK-Ideagraph 3401 |
| •              | •               | •                          | •                  |
| U+4DBE (19902) | 䶾              | CJK UNIFIED IDEOGRAPH-4DBE | CJK-Ideagraph 4DBE |
| U+4DBF (19903) | 䶿              | CJK UNIFIED IDEOGRAPH-4DBF | CJK-Ideagraph 4DBF |

## Zeichentabelle
Aufgrund der Größe dieses Blocks befindet sich die Zeichentabelle aufgeteilt unter:
- Unicodeblock Vereinheitlichte CJK-Ideogramme, Erweiterung A/3400 bis 3FFF
- Unicodeblock Vereinheitlichte CJK-Ideogramme, Erweiterung A/4000 bis 4DBF

## Grafiktafeln
| Darstellung der Zeichen U+3400 bis U+3FFF als Grafik.                                                 |
| Darstellung der Zeichen U+4000 bis U+47FF als Grafik.                                                 |
| Darstellung der Zeichen U+4000 bis U+47FF als Grafik. Schraffierte Felder sind unbesetzte Codepoints. |